# Poincaré-sejtés

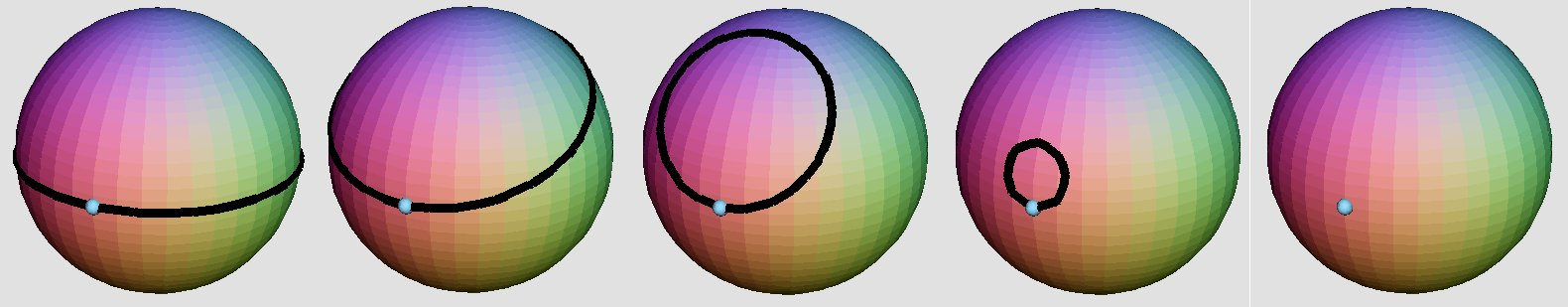
Ha egy kompakt kétdimenziós perem nélküli sokaság egyszeresen összefüggő (azaz a fundamentális csoportja triviális, vagyis minden hurok ponttá húzható össze), akkor a sokaság homeomorf a kétdimenziós gömbfelülettel. A Poincaré-sejtés feltételezi, hogy három dimenziós sokaság esetén is igaz az állítás, vagyis egy háromdimenziós sokaság ugyanezen feltételek mellett homeomorf a háromdimenziós gömbbel.

A Poincaré-sejtés egy híres matematikai probléma: a topológia egyik sokáig igazolatlanul maradt sejtése volt. Egyike volt a megoldó számára magas pénzjutalommal kecsegtető millenniumi problémáknak. Poincaré szerint a kétdimenziós tér egyenletei átalakíthatók a háromdimenziós térhez is. Más megfogalmazásban: bizonyos egyenletek a kétdimenziós térre vonatkozóan is átalakíthatók úgy, hogy érvényesek legyenek a háromdimenziós térre is.

## Története
A kétdimenziós terek topológiai leírását már az 1800-as években publikálták, miszerint az összes lehetséges felület, így a Föld felszíne is, matematikai eszközökkel leírható. Henri Poincaré 1904-ben vetette föl, hogy a kétdimenziós esethez hasonlóan érvényes-e az az állítás, mely szerint bármely egyszeresen összefüggő háromdimenziós zárt sokaság homeomorf S3-mal, a háromdimenziós gömbfelülettel.
…ha egy n dimenziós sokaság úgy néz ki (algebrailag), mint az n dimenziós gömb, akkor az is (topológiailag)
Ezt olyan sejtésnek tálalta, amit várhatóan nehéz lesz majd bebizonyítani. Az 1960-as években a matematikusok minden dimenzióra átalakították az egyenleteket, de ezen eljárások közül egyik sem működött három dimenzióban. A probléma valósággal hírhedtté vált, mert bár többféle megoldás született, valamennyi tévesnek bizonyult. Grigorij Perelman, aki 1982-ben a budapesti Nemzetközi Matematikai Diákolimpián aranyérmet nyert, később kandidátusi fokozatot szerzett, 2002-ben közreadta a Poincaré-sejtésre vonatkozó kutatási eredményeinek részeredményeit. Kutatásaihoz Richard Hamilton amerikai matematikus problémamegközelítését használta kiindulópontként. A Poincaré-sejtést 2000-ben az amerikai Clay Intézet alapítványa a hét Millenniumi probléma közé sorolta, amelyeket a 21. század legfontosabb, megoldásra váró matematikai kérdéseinek tartott egy szakmai grémium. A tét egymillió dollár volt.
Az orosz tudományos akadémia Sztyeklov Intézetének munkatársa, Grigorij Perelman 2002-ben igazolta a sejtést, 2010-ben pedig megkapta érte a Clay Intézet Millennium-díját, amit azonban nem volt hajlandó átvenni.
2006 júliusában John Morgan, az amerikai Columbia Egyetem matematikusa és Gang Tian, a Princetoni Egyetem matematikusa szintén publikált egy megoldást a Poincaré-sejtésre, melyet Morgan a madridi kongresszuson elő is adott.
2006. december 22-én a Science folyóirat Perelmannak adományozta a „Breakthrough of the Year” (Az év áttörése) című díjat, amelyet ilyen jellegű tudományos munkáért először adtak ki a matematika területén.